# Brent Barry
Brent Robert Barry (Hempstead, 31 dicembre 1971) è un allenatore di pallacanestro, dirigente sportivo ed ex cestista statunitense, di ruolo guardia, vice-allenatore dei Phoenix Suns.
Alto 198 cm per 95 kg di peso, ricopriva il ruolo di guardia tiratrice. Il suo numero di maglia era il 17.
È il figlio di Rick Barry, uno dei membri del Naismith Memorial Basketball Hall of Fame. Anche i suoi quattro fratelli sono stati giocatori professionisti di pallacanestro: Scooter, Drew, Jon e Canyon.

## Carriera
Brent Barry a livello universitario ha giocato per la Oregon State University.
Al draft del 1995 fu scelto col numero 15 dai Denver Nuggets.
Appena scelto fu scambiato dai Nuggets insieme a Rodney Rogers per arrivare a Antonio McDyess.
Si trovò quindi coi Clippers, giocando tre stagioni a Los Angeles. Nell'All-Star Game del 1996 divenne il primo giocatore non di colore e vincere la gara delle schiacciate, con un'ultima esecuzione che imitandosi alle schiacciate di Julius Erving e Michael Jordan, lo ha visto saltare dalla linea del tiro libero. Passò ai Miami Heat nel 1998, e dopo un anno andò ai Bulls.
A Chicago non si trovò bene anche per lo scarso livello della squadra, e quindi lo stesso anno passò ai Seattle SuperSonics nei quali giocò fino alla fine del 2004 quando passò ai San Antonio Spurs.
Con i San Antonio Spurs dopo un inizio non dei migliori, cominciò a dare il suo contributo da sesto uomo, soprattutto come tiratore da tre punti, e fu decisivo in diverse occasioni.
Il 21 febbraio 2008 assieme al compagno di squadra Francisco Elson passò ai Seattle SuperSonics, dai quali vennero però quasi subito tagliato, per poter firmare di nuovo in marzo con San Antonio.
In estate seguì le orme del padre e di Jon, trasferendosi a Houston.

## Statistiche
| † | Denota le stagioni in cui ha vinto il titolo |
| * | Primo nella lega                             |

### NCAA
| Anno      | Squadra            | PG  | PT | MP   | TC%  | 3P%  | TL%  | RP  | AP  | PRP | SP  | PP   |
| --------- | ------------------ | --- | -- | ---- | ---- | ---- | ---- | --- | --- | --- | --- | ---- |
| 1991-1992 | Oregon St. Beavers | 31  | -  | 17,6 | 41,9 | 32,5 | 66,7 | 1,5 | 2,3 | 1,0 | 0,4 | 5,2  |
| 1992-1993 | Oregon St. Beavers | 23  | -  | 26,4 | 41,0 | 23,4 | 85,1 | 2,1 | 3,6 | 1,4 | 0,9 | 7,2  |
| 1993-1994 | Oregon St. Beavers | 27  | -  | 35,5 | 49,8 | 36,5 | 75,9 | 5,2 | 3,5 | 2,4 | 0,9 | 15,2 |
| 1994-1995 | Oregon St. Beavers | 27  | -  | 37,5 | 51,4 | 39,4 | 82,3 | 5,9 | 3,9 | 2,7 | 0,4 | 21,0 |
| Carriera  | Carriera           | 108 | -  | 28,9 | 48,0 | 34,5 | 79,4 | 3,7 | 3,3 | 1,8 | 0,6 | 12,1 |

### NBA

#### Regular season
| Anno       | Squadra           | PG  | PT  | MP   | TC%  | 3P%   | TL%   | RP  | AP  | PRP | SP  | PP   |
| ---------- | ----------------- | --- | --- | ---- | ---- | ----- | ----- | --- | --- | --- | --- | ---- |
| 1995-1996  | L.A. Clippers     | 79  | 44  | 24,0 | 47,4 | 41,6  | 81,0  | 2,1 | 2,9 | 1,2 | 0,3 | 10,1 |
| 1996-1997  | L.A. Clippers     | 59  | 0   | 18,5 | 40,9 | 32,4  | 81,7  | 1,9 | 2,6 | 0,9 | 0,3 | 7,5  |
| 1997-1998  | L.A. Clippers     | 41  | 36  | 32,7 | 42,8 | 40,0  | 84,4  | 3,5 | 3,2 | 1,2 | 0,6 | 13,7 |
| 1997-1998  | Miami Heat        | 17  | 0   | 15,2 | 37,1 | 35,3  | 100,0 | 1,6 | 1,2 | 0,8 | 0,2 | 4,1  |
| 1998-1999  | Chicago Bulls     | 37  | 30  | 31,9 | 39,6 | 30,2  | 77,2  | 3,9 | 3,1 | 1,1 | 0,3 | 11,1 |
| 1999-2000  | Seattle S.Sonics  | 80  | 74  | 34,1 | 46,3 | 41,1  | 80,9  | 4,7 | 3,6 | 1,3 | 0,4 | 11,8 |
| 2000-2001  | Seattle S.Sonics  | 67  | 20  | 26,5 | 49,4 | 47,6* | 81,6  | 3,1 | 3,4 | 1,2 | 0,2 | 8,8  |
| 2001-2002  | Seattle S.Sonics  | 81  | 81  | 37,5 | 50,8 | 42,4  | 84,6  | 5,4 | 5,3 | 1,8 | 0,5 | 14,4 |
| 2002-2003  | Seattle S.Sonics  | 75  | 68  | 33,1 | 45,8 | 40,3  | 79,5  | 4,0 | 5,1 | 1,5 | 0,2 | 10,3 |
| 2003-2004  | Seattle S.Sonics  | 59  | 53  | 30,6 | 50,4 | 45,2  | 82,7  | 3,5 | 5,8 | 1,4 | 0,3 | 10,8 |
| 2004-2005† | San Antonio Spurs | 81  | 8   | 21,5 | 42,3 | 35,7  | 83,7  | 2,3 | 2,2 | 0,5 | 0,2 | 7,4  |
| 2005-2006  | San Antonio Spurs | 74  | 5   | 17,0 | 45,2 | 39,6  | 66,1  | 2,1 | 1,7 | 0,5 | 0,4 | 5,8  |
| 2006-2007† | San Antonio Spurs | 75  | 28  | 21,7 | 47,5 | 44,6  | 88,0  | 2,1 | 1,8 | 0,7 | 0,2 | 8,5  |
| 2007-2008  | San Antonio Spurs | 31  | 1   | 17,9 | 48,1 | 42,9  | 95,0  | 1,8 | 1,7 | 0,5 | 0,1 | 7,1  |
| 2008-2009  | Houston Rockets   | 56  | 1   | 15,3 | 40,7 | 37,4  | 95,0  | 1,7 | 1,4 | 0,4 | 0,1 | 3,7  |
| Carriera   | Carriera          | 912 | 449 | 25,9 | 46,0 | 40,5  | 82,3  | 3,0 | 3,2 | 1,0 | 0,3 | 9,3  |

#### Play-off
| Anno     | Squadra           | PG | PT | MP   | TC%  | 3P%  | TL%   | RP  | AP  | PRP | SP  | PP   |
| -------- | ----------------- | -- | -- | ---- | ---- | ---- | ----- | --- | --- | --- | --- | ---- |
| 1997     | L.A. Clippers     | 3  | 0  | 28,0 | 40,7 | 45,5 | 88,9  | 2,3 | 3,3 | 1,3 | 0,0 | 11,7 |
| 2000     | Seattle S.Sonics  | 5  | 3  | 31,0 | 36,4 | 40,0 | 71,4  | 2,6 | 3,0 | 0,6 | 0,6 | 8,4  |
| 2002     | Seattle S.Sonics  | 5  | 5  | 29,8 | 41,2 | 43,8 | 100,0 | 4,6 | 2,8 | 0,6 | 0,8 | 7,8  |
| 2005†    | San Antonio Spurs | 23 | 8  | 24,1 | 45,7 | 42,4 | 81,0  | 2,4 | 1,9 | 0,7 | 0,2 | 6,1  |
| 2006     | San Antonio Spurs | 13 | 2  | 23,2 | 55,7 | 50,0 | 76,2  | 2,5 | 1,7 | 0,7 | 0,2 | 7,8  |
| 2007†    | San Antonio Spurs | 19 | 0  | 11,8 | 35,0 | 30,6 | 100,0 | 1,3 | 1,1 | 0,2 | 0,1 | 3,1  |
| 2008     | San Antonio Spurs | 16 | 0  | 14,2 | 49,1 | 46,3 | 80,0  | 1,1 | 1,1 | 0,4 | 0,1 | 5,2  |
| 2009     | Houston Rockets   | 4  | 0  | 8,8  | 50,0 | 37,5 | -     | 1,0 | 0,8 | 0,5 | 0,0 | 3,3  |
| Carriera | Carriera          | 88 | 18 | 19,7 | 44,6 | 41,6 | 80,2  | 2,0 | 1,7 | 0,5 | 0,2 | 5,8  |

#### Massimi in carriera
- Massimo di punti: 31 (2 volte)[1]
- Massimo di rimbalzi: 15 vs New York Knicks (1º marzo 2002)
- Massimo di assist: 16 vs Milwaukee Bucks (21 febbraio 2003)
- Massimo di palle rubate: 6 (3 volte)
- Massimo di stoppate: 3 (4 volte)
- Massimo di minuti giocati: 53 vs Orlando Magic (5 novembre 2001)

## Palmarès

### Club
- Campionato NBA: 2

San Antonio Spurs: 2005, 2007

### Individuale
- NBA All-Rookie Second Team: 1

1996
- Miglior tiratore da tre punti NBA: 1

2001
- Vincitore NBA Slam Dunk Contest: 1

1996